# Luke Shaw
Luke Paul Hoare Shaw (* 12. Juli 1995 in London) ist ein englischer Fußballspieler. Er spielt als Verteidiger seit Sommer 2014 in der Premier League bei Manchester United.

## Vereinskarriere

### FC Southampton
Im Alter von acht Jahren trat Shaw der Jugendakademie des FC Southampton bei und wurde bereits im Alter von 15 in die U-18 hochgezogen. Seinen ersten Kontakt mit der ersten Mannschaft bekam er im September 2011, als er im Liga-Cup-Spiel gegen Preston North End auf der Bank saß, allerdings nicht zum Einsatz kam. Ihm wurde die Rückennummer 34 zugewiesen. Während der Winterpause im Januar 2012 wurde berichtet, dass sowohl Manchester City als auch der FC Arsenal und Chelsea London Interesse an einer Verpflichtung des damals 16-Jährigen hatten. Der FC Southampton reagierte in Person von Manager Nigel Adkins schnell auf diese Gerüchte. Adkins sagte in einem Interview: „Luke Shaw ist ein großer Teil unserer Zukunftspläne.“
Am 28. Januar 2012 debütierte Shaw im Alter von 16 Jahren in der ersten Mannschaft Southamptons, als er im FA-Cup-Spiel gegen den FC Millwall in der 77. Minute für Jason Puncheon eingewechselt wurde. Nach dem Aufstieg in die Premier League im Mai 2012 wurde ihm gemeinsam mit Jack Stephens, Calum Chambers und James Ward-Prowse ein Profivertrag angeboten. Seine erste Profisaison 2012/13 schloss er als wichtiger Stammspieler und 28 Einsätzen in Pflichtspielen ab, darunter 25 Einsätze in der Premier League.  Im Juli desselben Jahres unterschrieb Shaw einen neuen Fünfjahresvertrag beim FC Southampton, der an seinem 18. Geburtstag in Kraft trat.

### Manchester United
Ende Juni 2014 wurde der Wechsel unter Manchester Uniteds neuem Trainer Louis van Gaal vollzogen. Shaw wechselte für umgerechnet ca. 37 Mio. Euro nach Manchester. In seiner ersten Saison kam Shaw auf 16 Ligaeinsätze ohne eigenen Torerfolg. Zu Beginn der Saison 2015/16 steigerte sich Shaw und spielte die ersten fünf Ligaspiele und die beiden Champions-League-Play-off-Spiele über die vollen 90 Minuten. Bei seinem Debüt im Hauptwettbewerb gegen die PSV Eindhoven am ersten Spieltag der Gruppenphase, am 15. September 2015, zog sich Shaw einen doppelten Bruch des Schienbeins zu und fiel zehn Monate aus.

## Nationalmannschaft
Nachdem Shaw bereits für die U-16, U-17 und die U-21 England zum Einsatz kam, debütierte er am 27. Februar 2014 im Spiel gegen Dänemark für die A-Mannschaft Englands. Am 12. Mai 2014 nominierte ihn Roy Hodgson für die Weltmeisterschaft 2014 in Brasilien. In Brasilien kam Shaw im letzten Gruppenspiel gegen Costa-Rica zum Einsatz. Dieses Spiel hatte allerdings keinerlei Bedeutung mehr, da die Engländer nach Niederlagen gegen Italien und Uruguay bereits ausgeschieden waren und endete 0:0. Mit einem Alter von 18 Jahren und 347 Tage war er der jüngste Spieler, der bei der WM 2014 zum Einsatz kam und der einzige Spieler, der noch keine 19 Jahre alt war.
Im Jahr 2021 wurde er in den englischen Kader für die Europameisterschaft berufen, der das Finale gegen Italien im Elfmeterschießen im heimischen Wembley-Stadion verlor.
Im Jahr 2022 wurde Shaw in den englischen Kader für die Fußball-WM in Katar berufen.

## Titel
International
- Europa-League-Sieger: 2017

England
- Englischer Pokalsieger: 2016 (ohne Einsatz), 2024
- Englischer Ligapokalsieger: 2017, 2023
- Englischer Supercupsieger: 2016